# Adieu les copains
Pour plus de détails, voir Fiche technique et Distribution.
Adieu les copains est un film français réalisé par Léo Joannon, sorti en 1931.

## Fiche technique
- Titre français : Adieu les copains
- Réalisation : Léo Joannon
- Scénario : Léo Joannon
- Photographie : Jacques Montéran
- Musique : Lionel Cazaux et Pierre Guillemin
- Société de production : Gallia Film Productions
- Pays de production :  France
- Langue originale : français
- Format : noir et blanc — 35 mm — 1,33:1 — son Mono
- Durée : 1 heure
- Dates de sortie : 
  - France : 14 mars 1931

## Distribution
- Joë Hamman : Le commandant de Chambaran
- Léo Joannon : Jouve
- Bonaventura Ibáñez : L'amiral de Chambaran
- Marc Dantzer